# Vicenta Tortosa Urrea
Vicenta Tortosa Urrea (Villena, 10 d'abril de 1965) és una política valenciana, alcaldessa de Villena i diputada al Congrés dels Diputats en la IX legislatura.
Té la titulació de Graduada Social i és llicenciada en Sociologia i Ciències Polítiques. Treballadora del sector públic des de 1985, també milita al PSPV-PSOE del qual en presideix l'Associació local de Villena.
A les eleccions municipals espanyoles de 1999 fou escollida regidora de Villena, i a les eleccions de 2003 aconseguí ser elegida alcaldessa. No aconseguí revalidar el seu càrrec a les eleccions de 2007 i aleshores es reincorporà al seu treball com a Cap de Gestió Econòmica de l'Hospital General d'Elda i responsable de l'Àrea Econòmica del Departament de Salut, dependent de l'Agència Valenciana de Salut.
En 2009 va substituir Bernat Sòria Escoms quan va renunciar al seu escó obtingut a les eleccions generals espanyoles de 2008. De 2009 a 2011 ha estat secretària primera de la Comissió de Política Territorial del Congrés dels Diputats.